# Thân vương quốc Kiev
Nội Thân vương quốc Kiev (tiếng Slav Đông cổ: Киевское кънѧжьство, đã Latinh hoá: Kievskoe kŭnęzhĭstvo, tiếng Nga: Киевское Княжество, đã Latinh hoá: Kiyevskoye Kniazhestvo, tiếng Ukraina: Київське князівство, đã Latinh hoá: Kyivske kniazivstvo) là một nhà nước Đông Slav thời Trung cổ, nằm tại khu vực miền trung của Ukraina ngày nay, xung quanh thành phố Kiev (Kyiv).
Thân vương quốc được hình thành trong quá trình phân chia chính trị Kiev Rus' vào đầu thế kỷ 12. Theo kết quả của quá trình này, quyền cai trị hữu hiệu của các Đại công tước Kiev dần dần bị suy giảm còn các vùng trung tâm của Kiev Rus' (xung quanh thủ đô Kiev), do đó hình thành một lãnh địa thân vương bị thu hẹp, được gọi là nội Thân vương quốc Kiev. Nó tồn tại trong vai trò một chính thể cho đến giữa thế kỷ 14.

## Lãnh thổ
Nội Thân vương quốc Kiev chiếm giữ các vùng đất trên cả hai bờ sông Dnepr (Dnipro), giáp với Thân vương quốc Polotsk ở phía tây bắc, Thân vương quốc Chernigov ở phía đông bắc, Ba Lan ở phía tây, Thân vương quốc Halych ở phía tây-nam và bang liên bộ lạc Cumania ở phía đông nam. Về sau, Kiev sẽ giáp với Thân vương quốc Turov-Pinsk ly khai ở phía bắc và Vương quốc Galicia–Volyn hợp nhất ở phía tây.

## Lịch sử

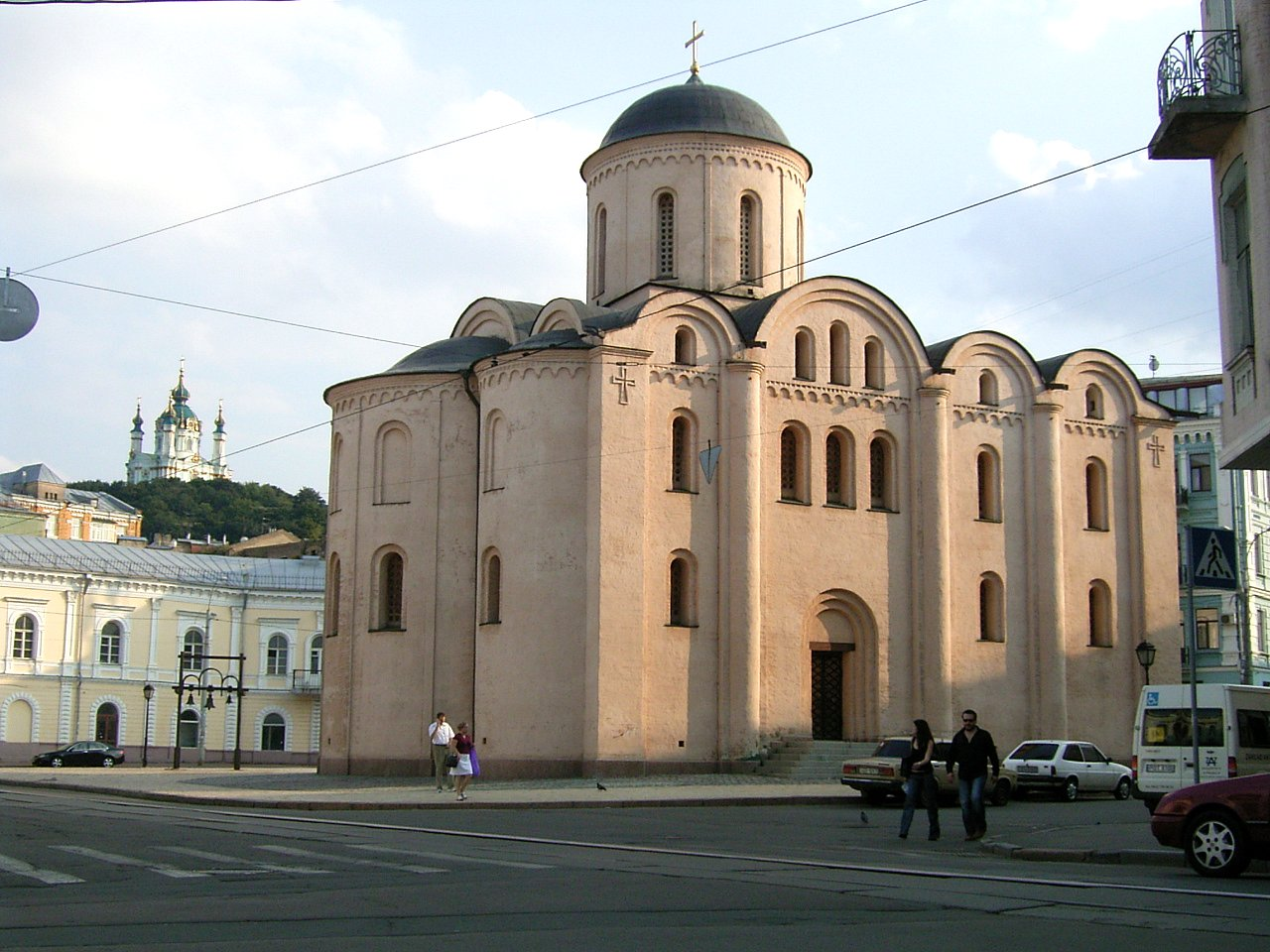
Nhà thờ Chính thống giáo được phục hồi tại Kiev

Khu vực Kiev Rus' bị tan rã vào đầu thế kỷ 12 và một số nhà nước kế thừa bán tự trị đã nổi lên. Kiev vẫn là trung tâm của quốc gia và là trung tâm của đời sống tinh thần với tòa đô thành của Giáo hội Chính thống giáo Rus' nằm ở Kiev.
Sau cái chết của Mstislav I của Kiev vào năm 1132, các nhà nước bán tự trị trên thực tế đã độc lập và do đó dẫn đến sự xuất hiện của Thân vương quốc Kiev với tư cách là một nhà nước riêng biệt.
Tầm quan trọng của Thân vương quốc Kiev bắt đầu suy giảm. Trong những năm 1150–1180, nhiều thành phố của nó như Vyshhorod, Kaniv và Belgorod đã mưu cầu độc lập với tư cách là các thân vương quốc riêng lẻ. Sự xuất hiện của các thân vương quốc Vladimir-Suzdal và Galicia-Volyn dẫn đến việc chuyển đổi trung tâm chính trị và văn hóa của Rus', cũng như dòng di cư của công dân đến các thành phố như Vladimir và Halych.
Sự kiện Mông Cổ xâm lược Rus đã khiến Thân vương quốc Kiev rơi vào tình trạng đổ nát nghiêm trọng. Sau cuộc xâm lược, nhà nước nằm dưới quyền thống trị chính thức của Đại vương công Vladimir-Suzdal là Alexander Nevsky, là một chư hầu của người Mông Cổ. Sau trận sông Irpen năm 1321, Kiev là đối tượng khao khát của Đại công tước Litva Gediminas, và khu vực được hợp nhất vào Đại công quốc Litva năm 1362. Thân vương quốc chính thức tồn tại như một thực thể riêng biệt cho đến năm 1471, khi được chuyển đổi thành tỉnh Kiev

## Người thống trị

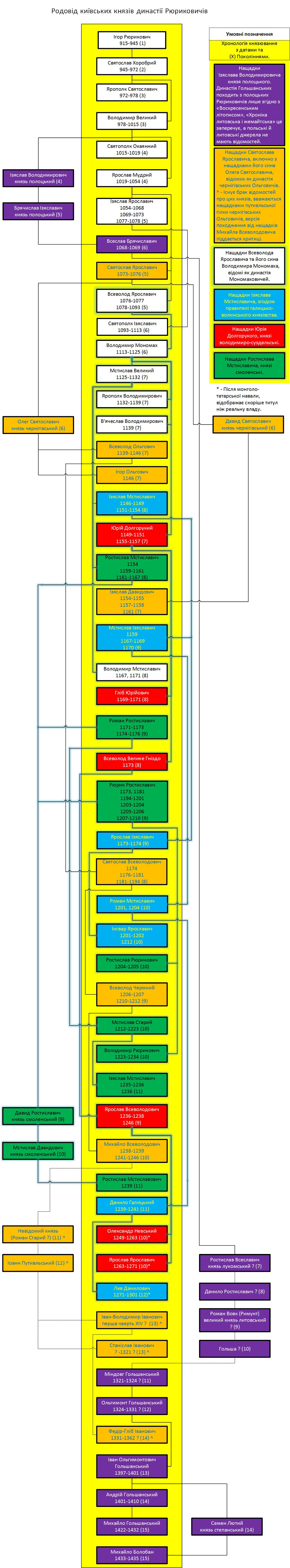
các thân vương của Kiev

### Đại vương công
- Yaropolk II Vladimirovich (1132—1139)
- Viacheslav Vladimirovich  (1139)
- Vsevolod II Olgovich (1139—1146)
- Igor II Olgovich (1146)
- Iziaslav II Mstislavich (1146—1149)
- Yuri Dolgorukiy (1149—1151)
- Viacheslav Vladimirovich & Iziaslav II Mstislavich (đồng cai trị) (1151–1154)
- Rostislav Mstislavich (1154)
- Izyaslav III Davidovich (1154—1155)
- Yuri Dolgorukiy (nhiệm kỳ hai) (1155—1157)
- Izyaslav III Davidovich (nhiệm kỳ hai) (1157–1158)
- Rostislav Mstislavich (nhiệm kỳ hai) (1159–1162)
- Izyaslav III Davidovich (nhiệm kỳ ba) (1162)
- Rostislav Mstislavich (nhiệm kỳ ba) (1162–1167)
- Vladimir III Mstislavich (1167)
- Mstislav II Izyaslavich (1167–1169)
- Gleb Yuryevich (1169)
- Mstislav II Izyaslavich (nhiệm kỳ hai) (1169–1170)
- Gleb Yuryevich (nhiệm kỳ hai) (1170–1171)
- Vladimir III Mstislavich (1171)
- Roman Rostislavich (1171—1173)
- Vsevolod III Yuryevich (1173)
- Rurik Rostislavich (1173)
- Sviatoslav III Vsevolodovich của Kiev (1174)
- Yaroslav II Iziaslavich (1174–1175)
- Roman Rostislavich (nhiệm kỳ hai) (1175–1177)
- Sviatoslav Vsevolodovich of Vladimir (1177–1180)
- Rurik Rostislavich (nhiệm kỳ hai) (1180–1181)
- Sviatoslav Vsevolodovich of Vladimir (1181–1194)
- Rurik Rostislavich (nhiệm kỳ ba) (1194–1201)
- Ingvar Yaroslavich (1201—1203)
- Rurik Rostislavich (nhiệm kỳ bốn) (1203)
- Rostyslav Rurykovych (1203–1205)
- Rurik Rostislavich (nhiệm kỳ năm) (1206)
- Vsevolod IV Svyatoslavich (1206—1207)
- Rurik Rostislavich (nhiệm kỳ sáu) (1207–1210)
- Vsevolod IV Svyatoslavich (nhiệm kỳ hai) (1210–1214)
- Ingvar Yaroslavich (nhiệm kỳ hai) (1214)
- Mstislav Romanovich (1214–1223)
- Vladimir IV Rurikovich (1223–1235)
- Iziaslav IV Vladimirovich (1235–1236)
- Yaroslav II của Vladimir (1236–1238)
- Mikhail Vsevolodovich (1238—1239)
- Rostislav Mstislavich of Smolensk (1240–1241)
- Mikhail Vsevolodovich (nhiệm kỳ hai) (1241–1243)

### Sau khi Mông Cổ xâm chiếm Rus'
Thân vương quốc không có người thống trị của riêng mình và do các phó vương (voivoda) quản lý.
- Yaroslav II của Vladimir (nhiệm kỳ hai) (1243–1246)
- Alexander Nevsky (1246—1263)
- Yaroslav III Yaroslavich (???-???)

### Olgovichi, Thân vương Putivl
Thân vương quốc được cai trị bởi các thân vương dòng dõi Olshanski và Olgovichi.
- Vladimir Ivanovich (???–1300-???)
- Stanislav Terence (???–1324)
- Fyodor (1324–1362)

### Đại công quốc Litva
Thân vương quốc được cai trị bởi các thân vương dòng dõi Olshanski và Olelkovichi.
- Vladimir Olgerdovich (1362—1395) *Bắt đầu Litva cai trị*
- Skirgaila (1395–1397)
- Ivan Borisovich (1397–1399)
- Olelko Vladimirovich (1443—1454)
- Simeon Olelkovich (1454—1471) *Thân vương quốc trở thành tỉnh Kiev*